# I wojna burska
I wojna burska – wojna między Burami a Wielką Brytanią w latach 1880–1881. Konflikt ten zakończył się zwycięstwem Burów. W układzie pokojowym Wielka Brytania uznała niepodległość Transwalu, przejmując tylko politykę zagraniczną tego kraju.

## Tło konfliktu
W roku 1815, w wyniku postanowień kongresu wiedeńskiego, dawna kolonia holenderska na południowym krańcu Afryki stała się własnością brytyjską. Burowie zamieszkujący Kaapprovinsie byli odtąd systematycznie wypierani przez osadników angielskich. Na ich niekorzyść działały brytyjskie władze kolonialne, które egzekwowały zniesienie niewolnictwa (1834), wprowadziły angielski jako jedyny język urzędowy, a także zasadę, że na nowych terenach wolno osiedlać się dopiero po uzyskaniu zgody administracji kolonii. 
W tej sytuacji między 1835 a 1841 rokiem około 14 000 Burów – tak zwanych Voortrekkers - opuściło Kraj Przylądkowy, wyruszając na północny wschód i podbijając tamtejsze ludy tubylcze. Okres ten nazwano Groot Trek - Wielką Wędrówką. Osiedlali się na północ i wschód od rzeki Oranje, ale większość pociągnęła dalej, nad brzeg Oceanu Indyjskiego, gdzie Burowie utworzyli republikę o nazwie Natalia.
Władze w Kapsztadzie z niepokojem obserwowały rozwój wypadków. Wielka Wędrówka pozbawiła kolonię sporych dochodów podatkowych, a w Natalii Burowie (których nadal uważano za poddanych korony brytyjskiej) starli się z Zulusami − sojusznikami Wielkiej Brytanii. Nic więc dziwnego, że oddział Cape Mounted Riflemen (Przylądkowi Strzelcy Konni) wkroczył w roku 1842 do Durbanu, ustanowił administrację kolonialną i wymaszerował w stronę Pietermaritzburga, stolicy Natalii. Brytyjczycy nie docenili jednak przeciwnika i zostali rozbici w starciu nad rzeką Congellą. Niedobitki schoniły się w Durbanie, dokąd po miesiącu dotarła odsiecz.
Następnie pięć kompanii 25 Regimentu Piechoty wkroczyło do Pietermaritzburga likwidując państwo burskie, które w 1845 roku przyłączono do Kolonii Przylądkowej jako prowincję o nazwie Natal. Przywódca Burów Andries Pretorius zdecydował, że należy ruszyć dalej. Przez pasmo Drakenbergu Burowie pomaszerowali na północny zachód i zajęli tereny za rzeką Vaal. 
Brytyjczycy zostawili ich tam w spokoju (powstała wówczas Republika Południowo-Afrykańska, inaczej Transwal, czyli kraj za Vaal), ale osadnicy mieli kłopoty z plemionami Sotho, Tswane i mulatami Griqua, najeżdżającymi co jakiś czas ich farmy. Podobne problemy mieli osadnicy burscy w widłach rzek Orajne i Vaal, ale tam przyszedł im z pomocą gubernator Kolonii Przylądkowej (rząd w Londynie nie zgadzał się w tym czasie na przyłączenie terenów burskich), tworząc quasi-niepodległe państwo Orange River Sovereignty.
Twór ten − jako nieudany, bowiem brakło funduszy na utrzymanie administracji i sił porządkowych − zwrócono w lutym 1854 roku Burom i w ten sposób powstało Wolne Państwo Orania z konstytucją opartą m.in. na konstytucji Stanów Zjednoczonych. Jednak w 1867 roku w Oranii odkryto diamenty, co ponownie obudziło brytyjskie apetyty. Wydobycie ruszyło na całego w roku 1870, a w 1871 Orania została zbrojnie zajęta i włączona do Kolonii Przylądkowej. W roku tym zapadł wyrok również na Transwal, bowiem i tam znaleziono diamenty.
Burowie nigdy nie zaakceptowali okupacji Transwalu i głośno domagali się niepodległości. Gdy w roku 1880 nowy rząd brytyjski, na czele którego stał William Ewart Gladstone potwierdził utrzymanie aneksji, przywódca burski „ojczulek” Paul Kruger uznał, że należy wywalczyć wolność z bronią w ręku.

## Porównanie sił
Burowie, głęboko przywiązani do wolności, byli znakomitymi, uzbrojonymi w najnowszą broń strzelcami, którzy nieustannie ćwiczyli umiejętności strzeleckie podczas polowań i walk z tubylcami. Ich mobilność i zdolność do współdziałania w sporych nawet oddziałach (choć nie mieli regularnej armii, a praca rolnika nie pozwalała oddalać się na dłużej od domu) miały przysporzyć Brytyjczykom wielu kłopotów.
Zorganizowani byli w system zwany kommando, na podobieństwo milicji ochotniczej, przy czym w razie poważniejszego konfliktu powoływano pod broń wszystkich mężczyzn w wieku od 17 do 60 lat. Ze służby zwolnieni byli obcokrajowcy (tzw. uitlanders) i czarnoskórzy mieszkańcy republik burskich. Każdy bojownik na miejsce zbiórki przybywał z własną bronią, amunicją i żywnością; umundurowania żadnego nie było, podobnie jak odznak czy sztandarów. W związku z tym, że poruszano się prawie zawsze konno, większych zapasów nie sposób było zabrać, więc zakładano z góry, że kampanie będą krótkotrwałe. Na miejscu zbiórki dokonywano wyboru dowódcy (kommandant-generaal), którym zostawał człowiek znany, szanowany i zamożny. Jeśli w czasie kampanii okazywało się, że nie ma doświadczenia wojskowego, błyskawicznie przeprowadzano nowe wybory.
Konie burskie były niskie i krępe, ale przy tym bardzo wytrzymałe, żywiące się samodzielnie i nauczone pozostać tam, gdzie jeźdźcy je zostawili. Miało to znaczenie podczas polowań, gdy myśliwy zostawiał wierzchowca i ruszał tropić zwierzynę na piechotę, a także w czasie bitwy, bowiem nie trzeba było zostawiać nikogo do pilnowania koni. Podstawą uzbrojenia był karabin Westley-Richards kalibru 11,43 mm, ale Burowie używali wielu innych typów karabinów i strzelb, jak np. Winchester 1866 czy Martini-Henry, będący na uzbrojeniu armii brytyjskiej. Nie używali natomiast broni białej (bagnetów, szabel), więc nie byli zdolni do walki wręcz.
Artylerii w czasie tej pierwszej wojny z Brytyjczykami Burowie prawie nie mieli (jeśli nie liczyć dwóch prymitywnych armatek własnej roboty), bowiem Brytyjczycy w roku 1877 zarekwirowali wcześniej kupione niemieckie działa i francuską mitraliezę.

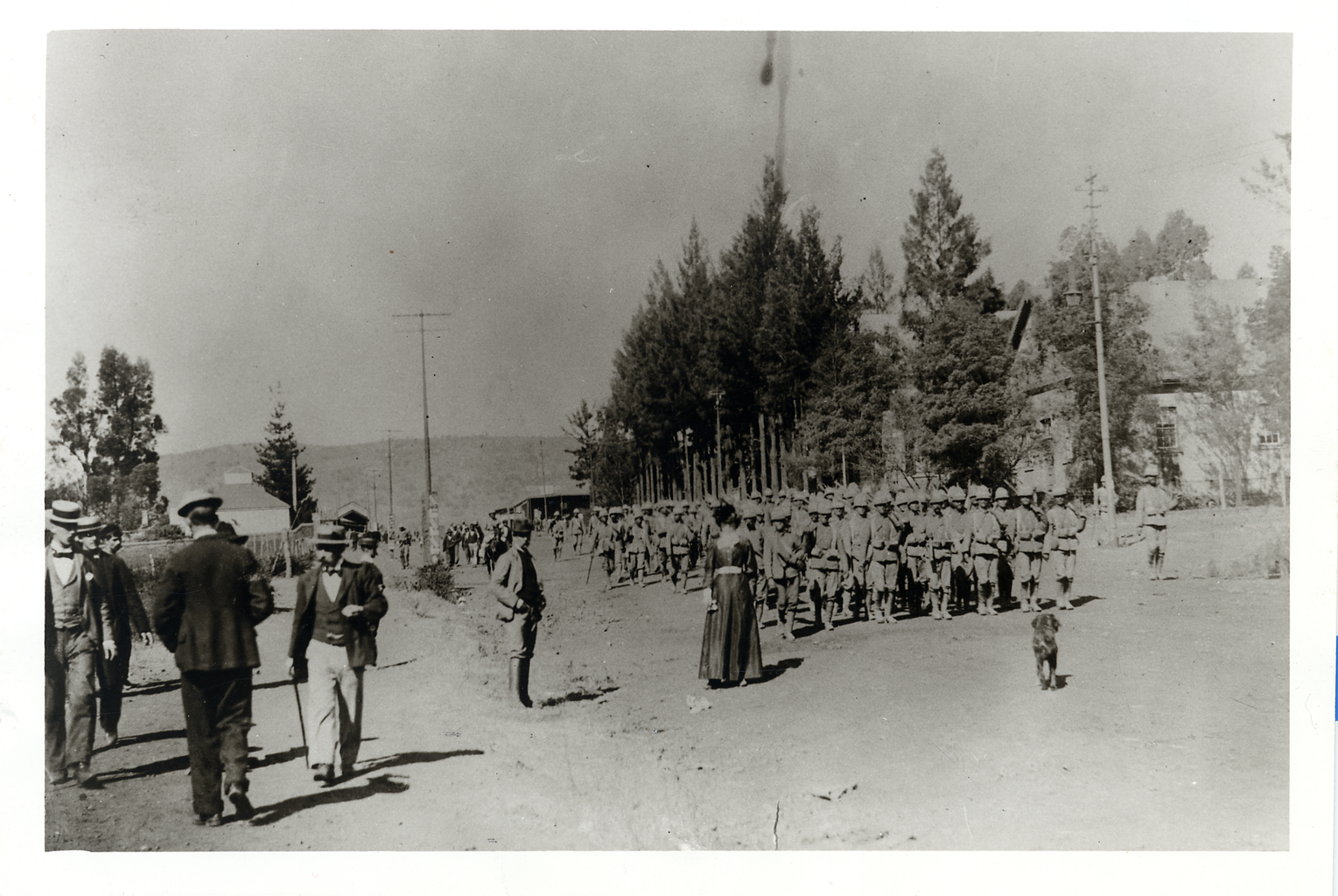
Maszerujący Brytyjczycy, Pretoria 1877

Armia brytyjska niczym nie różniła się od tej, która walczyła w wojnie z Zulusami rok wcześniej. Wprowadzano wprawdzie mundury polowe koloru khaki, ale większość żołnierzy nadal nosiła czerwone kurtki i białe hełmy korkowe, które barwiono na jasnobrązowo wyciągiem z herbaty, by mniej rzucały się w oczy. Była to armia z zaciągu ochotniczego, oficerami byli jednak najczęściej przedstawiciele szlachty i arystokracji, którzy nie zawsze mieli militarne wykształcenie i doświadczenie.
Podstawowym uzbrojeniem żołnierza był karabin Martini-Henry z siedemdziesięcioma sztukami amunicji w ładownicach i plecaku oraz bagnet. Oficerowie mieli na uzbrojeniu kupowane prywatnie rewolwery i szable. Na artylerię składały się odprzodkowe, gwintowane działa 9- i 7-funtowe, wyrzutnie rakiet Hale’a i kartaczownice Gatlinga.
Jedynym podobieństwem obu stron był ich transport kołowy. Wozy Burów miały 6 m długości i prawie 2 m szerokości, ciągnęło je nawet 18 wołów; charakterystyczną ich cechą były tylne koła o 1,5-metrowej średnicy. Wozy armii brytyjskiej były jeszcze cięższe. Teoretycznie mogły zabierać cztery tony ładunku, ale w praktyce − gdy trzeba je było rozładowywać przed każdą przeszkodą na drodze − nie zabierano więcej niż jedną tonę. W czasie wojny z Zulusami kolumny 2 500 wozów lorda Chelmsforda pokonywały nie więcej niż 10 mil dziennie; by je uciągnąć trzeba było 27 000 wołów i 5 000 mułów.

## Przebieg działań
Po zakończeniu kosztownej wojny zuluskiej rząd w Londynie domagał się cięcia wydatków. Nowy gubernator i wysoki komisarz ds. Afryki Południowej, sir George Pomeroy Colley zaczął więc zwolna redukować armię. Kolejne regimenty piechoty i kawalerii opuszczały Natal i Transwal. Tymczasem nowy brytyjski administrator Transwalu, płk William Lanyon, przystąpił do ściągania podatków. Jego pierwszym celem stał się Piet Bezuidenhout, farmer spod miasta Potchefstroom, od którego domagano się 27 funtów i 5 szylingów podatku. Bezuidenhout odmówił, więc sąd zajął jego wóz i wystawił na licytację. Do aukcji nie doszło, bo wóz zabrali i odstawili na farmę zbrojni Burowie. Zatarg ten stanowił iskrę, która rozpaliła wojnę bursko-brytyjską. A oto przebieg wydarzeń:
Kalendarium
- 8 grudnia 1880      − Wiec niepodległościowy na farmie Paardekraal
- 16 grudnia 1880     − Odrodzenie Republiki Transwalu
- 20 grudnia 1880     − Rozbicie kolumny brytyjskiej nad potokiem Bronkhorstspruit i rozpoczęcie oblężenia garnizonów większych miast
- 28 stycznia 1881    − Bitwa na przełęczy Laing
- 8 lutego 1881       − Bitwa na płaskowyżu Schuinshoogte (inaczej nad rzeką Ingogo)
- 27 lutego 1881      − Bitwa na wzgórzu Majuba; śmierć generała Colleya
- 6 marca 1881        − Podpisanie tymczasowego zawieszenia broni

Rozejm został zawarty 23 marca, a traktat pokojowy (tzw. Pretoria Convention) premier Gladstone podpisał 3 sierpnia 1881 roku. Na jego mocy Transwal uzyskał niepodległy byt pod teoretycznym nadzorem Wielkiej Brytanii. Okazało się, że na zaledwie dziesięć lat. 